# Rind, Vayots Dzor
Rind là một đô thị thuộc tỉnh Vayots Dzor, Armenia. Dân số ước tính năm 2011 là 1578 người.